# بیزنس وایر
بیزنس وایر (انگلیسی: Business Wire) شرکت رسانه‌ای آمریکایی است، که در سال ۱۹۶۱ تأسیس شد.